# Margot Vanpachtenbeke
Margot Vanpachtenbeke (* 2. Februar 1999 in Lauwe) ist eine belgische Radrennfahrerin.

## Sportlicher Werdegang
Vanpachtenbeke machte eine Ausbildung zur Krankengymnastin und betätigte sich als Rettungsschwimmerin an der belgischen Küste. 2021 schrieb sie sich in ein Programm des flämischen Radsportverbands ein, das Frauen an Radrennen heranführen soll. Zugleich betrieb sie Crossduathlon und wurde in diesem Sport Anfang 2022 belgische Meisterin.
Im Laufe des Jahres 2022, nur ein Jahr, nachdem sie mit Radrennen begonnen hatte, gewann sie die belgische Women Cycling Series für Amateure. Für 2023 erhielt sie daraufhin einen Vertrag von Parkhotel Valkenburg (inzwischen VolkerWessels Cycling Team). In ihrem ersten Jahr als Profi konnte sie mehrere Top-10-Platzierungen holen und wurde Achte bei den belgischen Meisterschaften. 2024 erzielte sie ihren ersten Profi-Sieg in der Auftaktetappe der Thüringen-Rundfahrt; dabei gewann sie aus einer Ausreißergruppe den Sprint gegen Ruth Edwards. Obwohl sie nie zuvor für die belgische Nationalmannschaft aktiv gewesen war, wurde sie von ihrem Verband für das olympische Straßenrennen 2024 nominiert.

## Erfolge
2024
eine Etappe Thüringen Ladies Tour
Gesamtwertung und eine Etappe Giro della Toscana Femminile